# Eichkratt Schirlbusch
Koordinaten: 54° 37′ 14″ N, 9° 5′ 41″ O

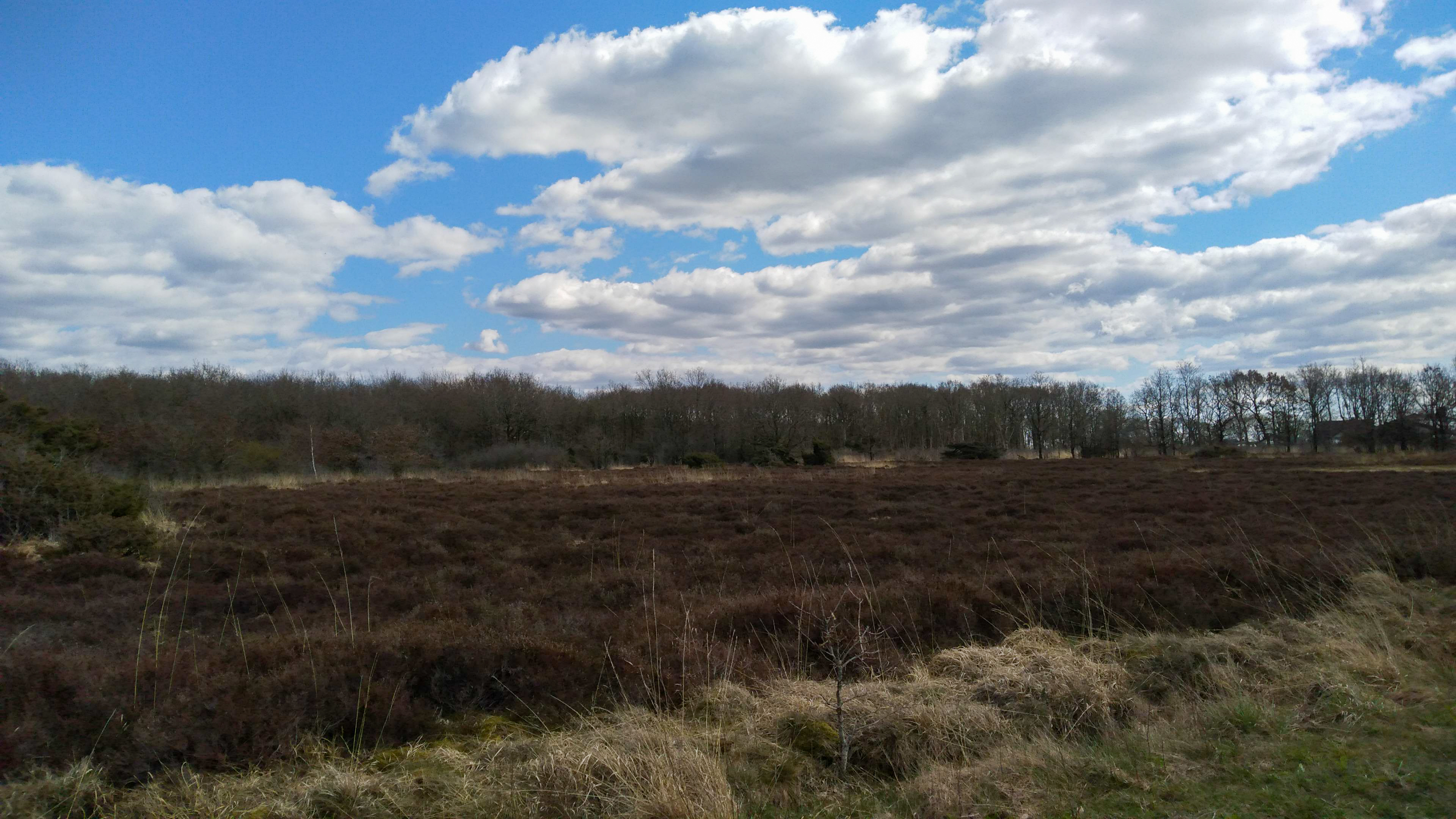
Heide und Hochwald

Das Eichkratt Schirlbusch ist ein Naturschutzgebiet in der schleswig-holsteinischen Gemeinde Drelsdorf im Kreis Nordfriesland. Das rund 12 Hektar große Naturschutzgebiet ist unter der Nummer 57 in das Verzeichnis der Naturschutzgebiete des Landesamtes für Landwirtschaft, Umwelt und ländliche Räume eingetragen. Es wurde 1959 ausgewiesen (Datum der Verordnung: 20. Februar 1959). Zuständige untere Naturschutzbehörde ist der Kreis Nordfriesland.
Das Naturschutzgebiet liegt östlich von Bredstedt etwa zwischen Drelsdorf und Kolkerheide. Es ist größtenteils Bestandteil des 14 Hektar großen FFH-Gebietes „Schirlbusch“. Beim Eichkratt Schirlbusch handelt es sich um einen jahrhundertelang als Weide genutzten Eichenwald auf einem Dünenrest. Der als Kratt bezeichnete Niederwald wird, um die typische Vegetation zu erhalten, teilweise auf den Stock gesetzt und die Hochstaudenfluren gemäht. Nach Westen grenzt der Wald, der von niedrigen, schlechtwüchsigen Eichen und großen Wacholdervorkommen geprägt wird, an offene Heideflächen mit reichhaltiger Vegetation. Hier kommen u. a. Besenheide, Ginster, Segge, Natternzunge, Bärentraube und Geflecktes Ferkelkraut vor. Im östlichen Bereich des Naturschutzgebietes ist auch Hochwald zu finden.
Das Naturschutzgebiet, das vom Verein für Naturschutz und Landschaftspflege Mittleres Nordfriesland betreut wird, ist von landwirtschaftlichen Nutzflächen umgeben.
Der Name Schirlbusch leitet sich vom nordfriesischen schiri bzw. schiad ab und bedeutet etwa scheiden bzw. Grenzscheide, hier ggf. bezogen auf die Grenze zwischen friesischem und dänischem Siedlungsgebiet auf der Geest. Der Begriff Kratt steht für einen niedrigen Buschwald, ein Eichengestrüpp auf ausgelaugtem Boden, der keinen Hochwald mehr trägt. Im Dänischen wurden die Heide- und Buschflächen der Geest als Buskland bezeichnet.